# Ronald Desruelles
Pour les articles homonymes, voir Desruelles.
Ronald Desruelles, né le 14 février 1955 et décédé le 1er novembre 2015 en Thaïlande, est un ancien athlète belge. Il commença sa carrière avec le saut en longueur et sauta 8,08 m. Puis il se concentra sur le sprint court et remporta de nombreuses médailles sur 60 m.

## Biographie
Sa médaille d'or obtenue en saut en longueur aux Championnats d'Europe en salle de 1980 à Sindelfingen lui a été retirée pour dopage.
Son frère Patrick était perchiste.
Après l'athlétisme, il se reconvertit dans la restauration en Thaïlande. Il se pend le 1er novembre 2015 à Patong.

## Palmarès

### Championnats du monde d'athlétisme en salle
- Jeux mondiaux indoor de 1985 à Paris ( France)
  -  Médaille de bronze sur 60 m
- Championnats du monde d'athlétisme en salle de 1987 à Indianapolis ( États-Unis)
  - 5e sur 60 m

### Championnats d'Europe d'athlétisme en salle
- Championnats d'Europe d'athlétisme en salle de 1978 à Milan ( Italie)
  -  Médaille d'argent au saut en longueur
- Championnats d'Europe d'athlétisme en salle de 1979 à Vienne ( Autriche)
  - 4e au saut en longueur
- Championnats d'Europe d'athlétisme en salle de 1982 à Milan ( Italie)
  - 7e au saut en longueur
- Championnats d'Europe d'athlétisme en salle de 1984 à Göteborg ( Suède)
  -  Médaille de bronze sur 60 m
- Championnats d'Europe d'athlétisme en salle de 1985 à Le Pirée ( Grèce)
  -  Médaille de bronze sur 60 m
- Championnats d'Europe d'athlétisme en salle de 1986 à Madrid ( Espagne)
  -  Médaille d'or sur 60 m
- Championnats d'Europe d'athlétisme en salle de 1987 à Liévin ( France)
  - 6e sur 200 m
- Championnats d'Europe d'athlétisme en salle de 1988 à Budapest ( Hongrie)
  -  Médaille d'argent sur 60 m
- Championnats d'Europe d'athlétisme en salle de 1989 à La Haye ( Pays-Bas)
  - 5e sur 60 m